# بخش اسکالانت
بخش اسکالانت (به اسپانیایی: Departamento Escalante) یک منطقهٔ مسکونی در آرژانتین است که در استان چوبوت واقع شده‌است. بخش اسکالانت ۱۴٬۰۱۵ کیلومتر مربع مساحت و ۱۴۳٬۶۰۹ نفر جمعیت دارد.